# Raining Stones
Raining Stones is een Britse dramafilm uit 1993 onder regie van Ken Loach.

## Verhaal
De arme Bob wil een mooie jurk kopen voor de eerste communie van zijn dochter. Door het bedrag dat hij daarvoor moet inzamelen komt hij terecht in almaar grotere problemen.

## Rolverdeling
| Acteur           | Personage    |
| ---------------- | ------------ |
| Bruce Jones      | Bob          |
| Julie Brown      | Anne         |
| Gemma Phoenix    | Coleen       |
| Ricky Tomlinson  | Tommy        |
| Tom Hickey       | Vader Barry  |
| Mike Fallon      | Jimmy        |
| Ronnie Ravey     | Slager       |
| Lee Brennan      | Ier          |
| Karen Henthorn   | Moeder       |
| Christine Abbott | May          |
| Geraldine Ward   | Tracey       |
| William Ash      | Joe          |
| Matthew Clucas   | Sean         |
| Anna Jaskolka    | Winkelmeisje |
| Jonathan James   | Tansey       |